# الشیخ مسکین
الشیخ مسکین یک منطقهٔ مسکونی در سوریه است که در استان درعا واقع شده‌است.

## خصوصیات
الشیخ مسکین ۲۴٬۰۵۷ نفر جمعیت دارد.